# روبين ديكر
روبين ديكر (بالإنجليزية: Robyn Decker)‏ (16 مايو 1987 بالولايات المتحدة - ) هي لاعبة كرة قدم أمريكية في مركز الدفاع.

## وصلات خارجية
- روبين ديكر على موقع اتحاد النرويج (النرويجية)
- روبين ديكر على موقع قاعدة بيانات كرة القدم.إي يو (الإنجليزية)
- روبين ديكر على موقع Soccerway.com (الإنجليزية)